# هيلين بوبوفا ألدرسون
هيلين بوبوفا ألدرسون (1924-1972م) عالمة رياضيات ومترجمة رياضيات روسية وبريطانية معروفة بأبحاثها حول المجموعات شبه زمرة وقوانين المعاملة بالمثل العليا.

## حياتها
ولدت ألدرسون في 14 مايو 1924م في باكو لعائلة روسية مكونة من اثنين من الأكاديميين من موسكو. كان والدها اختصاصي في فسيولوجيا الأعصاب، تلميذ إيفان بافلوف. بدأت ألدرسون دراسة الرياضيات في جامعة موسكو عام 1937م، عندما كانت في الثالثة عشرة من عمرها فقط. واضطرت إلى قطع دراستها بسبب الحرب العالمية الثانية، وانتقلت إلى باريس كلاجئة مع عائلتها.
بعد الحرب، عادت للدراسة في جامعة إدنبرة وأكملت الدكتوراة هناك في عام 1951م؛ وأطروحتها كانت لوغاريثمات الجبر غير الترابطي.
بعد أن تركت البحث الرياضي لتربية طفلين في كامبريدج، حصلت على تمويل من مؤسسة كالوست كولبنكيان مع زمالة في كلية لوسي كافنديش، كامبريدج، إبتداءً من أواخر الستينيات عملت مع جيه دبليو إس كاسيلز.
توفيت في 5 نوفمبر 1972، من مضاعفات مرض الكلى.

## أبحاثها
نظرية قوانين التبادل، نشرت ألدرسون الشروط اللازمة والكافية لـ 2 و 3 لتكونا الدالة السابعة، في وحدة حسابية معيارية عدد أولي معين p
وفقًا لسميث (1976م)، «تمت دراسة المجموعات شبه زمرة لأول مرة بواسطة هيلين بوبوفا-ألدرسون، في سلسلة من الأوراق التي يعود تاريخها إلى أوائل الخمسينيات».
يستشهد سميث على وجه الخصوص بورقة بعد وفاته (ألدرسون 1974م) [اف بي كيو] ومراجعها. في هذا السياق، فإن المجموعة شبه زمرة هي بنية رياضية تتكون من مجموعة من العناصر وعملية ثنائية لا تخضع بالضرورة للقانون الترابطي، ولكن حيث (مثل المجموعة) يمكن عكس هذه العملية. أن تكون العملية بسيطة يعني وجود عدد محدود فقط من العناصر وعدم وجود جبر ثانوي غير بسيطة.

## ترجماتها
بالإضافة إلى الروسية والإنجليزية والفرنسية، تحدثت ألدرسون البولندية والتشيكية وبعض الألمانية. وأصبحت المترجمة الإنجليزية لنظرية الأعداد الأولية، وهو كتاب مدرسي نُشر في الأصل باللغة الروسية عام 1937م بواسطة فينكوف. تم نشر ترجمتها من قبل ولترز نوردهوف من جرونينجن في عام 1970م. بالإضافة إلى النص الأصلي، فإنه يتضمن هوامش من تأليف ألدرسون لتحديث المادة مع التطورات الجديدة في نظرية الأعداد.

## منشورات مختارة
- «ن أ أ». فينكوف (1970م)، نظرية الأعداد الأولية، مترجمة من الروسية وتعديلها من قبل هيلين ألدرسون، جرونينجن: ولترز-نوردهوف للنشر.

- الدالة السابعة. ألدرسون، هيلين بوبوفا (1973م)، «على الطابع الإنتاني للدم 2 و 3»، الإجراءات الرياضية لجمعية كامبريدج الفلسفية.74 (3): 421–433

- «أ ز ب». ألدرسون، هيلين بوبوفا (1974م)، «هيكل اللوغاريتمات لأشباه الزمرة البسيطة المحدودة»، مجلة الجبر، 31: 1-9